# Хайбулаев, Мовлид Нурединович
Мовлид Нурединович Хайбулаев (16 октября 1990, с. Кванхидатли, Ботлихский район, Дагестанская АССР, РСФСР, СССР) — российский боец смешанного стиля, представитель полулёгкой весовой категории. Выступает на профессиональном уровне начиная с 2011 года, известен по участию в турнирах бойцовских организаций Professional Fighters League, Fight Nights Global и ONE Championship. 

## Биография
Хайбулаев родился в Республике Дагестан. Хайбулаев тренировался с бывшим чемпионом UFC в лёгком весе Хабибом Нурмагомедовым. Хайбулаев считает, что Хабиб, а также его отец Абдулманап Нурмагомедов, который скончался из-за осложнений COVID-19 в 2020 году, вдохновили его на соревнования по смешанным единоборствам.
Хайбулаев начинал с вольной борьбы, но позже внимание подростка переключилось на боевое самбо. В 16 лет Хайбулаев стал чемпионом Южного федерального округа по вольной борьбе среди юниоров, а через год добился такого же результата на чемпионате России. 
Хайбулаев параллельно со спортом учился, поступил в филиал Правовой академии при Минюсте России, расположенный в Махачкале. В 2009 году снова в Южном федеральном округе занял первое место в чемпионате по боевому самбо, после чего перешел в смешанные единоборства.

## Карьера в смешанных единоборствах

### Ранняя карьера
В том же 2009 году Хайбулаев принял участие в чемпионате Дагестана по смешанным единоборствам и, одержав очередную крупную победу, встретился с Абдулманапом Нурмагомедовым. Его первый бой прошел под знаменами ProFC, и в бою, который проходил в формате 2 раунда по 5 минут, он победил Рустама Ахмарова.
В декабре того же 2009 года Хайбулаев принял участие в чемпионате мира по ММА в Анталии, завоевав на соревнованиях золотую медаль. После этого Хайбулаев одержал очередную победу среди профи и получил возможность драться в лиге Fight Nights. Здесь состоялись следующие три боя, в которых Хайбулаев одержал победы над Русланом Яманбаевым, Александром Панасюком и Вугаром Бахшиевом.
К 2017 году Хайбулаев одержал 11 побед подряд. После быстрой победы в бою с Паатой Робакидзе, его представители пришли к руководству ONE Championship, и организовали для него бой в Малайзии против Герберта Бёрнса на ONE: Throne of Tigers, Хайбулаев выиграл бой единогласным решением судей.
Хайбулаев вернулся в Fight Nights, победив Илью Курзанова, после которого подписал долгосрочный контракт с Professional Fighters League.

### Professional Fighters League

#### Сезон 2019
Во время своего дебюта в Professional Fighters League в мае 2019 года на PFL 2 против Дэймона Джексона Хайбулаев победил его ударом колена в полете за первые 10 секунд, тем самым став автором самого быстрого нокаута в истории промоушена. Он продолжал свою серию побед до своего второго боя с PFL на PFL 5, который закончился ничьей против Андре Харрисона.
Во время плей-офф 2019 года на PFL 8 Хайбулаев был нокаутирован Даниэлем Пинедой за 29 секунд первого раунда. Позже результат был отменен после того, как Атлетическая комиссия штата Невада отстранила Пинеду и оштрафовала его на 12 500 долларов после того, как 17 октября 2019 года обнаружила повышенный уровень тестостерона в его бою с Хайбулаевым.
После того, как сезон PFL 2020 года был отменен из-за COVID, Хайбулаев 27 ноября 2020 года соревновался на UAE Warriors 14 против Заки Фатуллазаде, победив его в первом раунде удушающим приемом сзади. 

#### Сезон 2021
В 2021 году Хайбулаев провел свой второй сезон в PFL. В сезоне PFL 1 (2021) он обыграл Лазаря Стоядиновича и набрал три очка в регулярном чемпионате. 25 июня 2021 года на PFL 6 Хайбулаев победил чемпиона 2019 года в полулегком весе Лэнса Палмера и набрал еще три очка, в результате чего его общее количество очков за сезон достигло шести, что обеспечило ему четвертое семя в полулёгком весе.
13 августа 2021 года стало известно, что Хайбулаев сразится Бренданом Лофнейном, который был посеян как номер 1, в плей-офф PFL 2021 на PFL 9. 27 августа 2021 года он одолел Лонейна раздельным решением судей и завоевав место на чемпионате мира PFL 2021 года.
27 октября 2021 года на PFL 10 Хайбулаев встретился с Крисом Уэйдом за титул чемпиона мира по версии PFL 2021 года в полулёгком весе. Хайбулаев превзошел Уэйда в 5 раундовом бою и победил единогласным решением судей, завоевав титул PFL в полулёгком весе и заработав коллективный приз в размере 1 миллиона долларов США.
В марте 2022 года PFL объявила в Твиттере, что Хайбулаев получил травму и не будет защищать свою титул в сезоне 2022 года.

#### Сезон 2023 года
Хайбулаев начал сезон 2023 года в поединке против Рёдзи Кудо 1 апреля 2023 года в PFL 1. Он выиграл бой единогласным решением судей.
8 июня 2023 года на PFL 4 Хайбулаев должен был встретиться с Даниэлем Торресом. После того, как Торрес провалил тест на наркотики и был снят с сезона, его заменил Тайлер Даймонд. Хайбулаев выиграл бой удушающим приемом во втором раунде.

## Достижения

### Смешанные боевые искусства
- Professional Fighters League
  - Чемпион сезона 2021 года в полулёгком весе

## Статистика в профессиональном ММА
| Боёв 23         | Побед 21 | Поражений 0 |
| --------------- | -------- | ----------- |
| Нокаутом        | 6        | 0           |
| Сдачей          | 3        | 0           |
| Решением        | 12       | 0           |
| Ничьи           | 1        | 1           |
| Не состоявшихся | 1        | 1           |

| Результат    | Рекорд     | Соперник             | Способ                                           | Турнир                           | Дата             | Раунд | Время | Место                  | Примечание |
| ------------ | ---------- | -------------------- | ------------------------------------------------ | -------------------------------- | ---------------- | ----- | ----- | ---------------------- | --- |
| Победа       | 21–0–1 (1) | Тайлер Даймонд       | Сабмишном (удушение ручным треугольником)        | PFL 4                            | 8 июня 2023      | 2     | 4:23  | Атланта, США           | |
| Победа       | 20–0–1 (1) | Риоджи Кудо          | Решением (единогласным)                          | PFL 1                            | 1 апреля 2023    | 3     | 5:00  | Лас-Вегас, США         | |
| Победа       | 19–0–1 (1) | Крис Уэйд            | Решением (единогласным)                          | PFL 10                           | 27 октября 2021  | 5     | 5:00  | Холливуд, США          | Выиграл турнир PFL в полулегком весе 2021 года. |
| Победа       | 18–0–1 (1) | Брендан Лохнейн      | Решением (раздельным)                            | PFL 9                            | 27 августа 2021  | 3     | 5:00  | Холливуд, США          | Полуфинал турнира PFL в полулегком весе 2021 года |
| Победа       | 17–0–1 (1) | Лэнс Палмер          | Решением (единогласным)                          | PFL 6                            | 25 июня 2021     | 3     | 5:00  | Атлантик-Сити, США     | |
| Победа       | 16–0–1 (1) | Лазарь Стоядинович   | Решением (единогласным)                          | PFL 1                            | 23 апреля 2021   | 3     | 5:00  | Атлантик-Сити, США     | |
| Win          | 15–0–1 (1) | Зака Фатуллазаде     | Сабмишном (удушение сзади)                       | UAE Warriors 14                  | 27 ноября 2020   | 1     | 1:06  | Абу-Даби, ОАЭ          | |
| Не состоялся | 14–0–1 (1) | Даниэль Пинеда       | Без результата (отменено Атлетической Комиссией) | PFL 8                            | 17 октября 2019  | 1     | 0:29  | Лас-Вегас, США         | Четвертьфинал PFL 2019 в полулегком весе. Первоначально победа Пинеды техническим нокаутом (удары руками), отмена после того, как он дал положительный результат на запрещенное вещество |
| Победа       | 14–0–1     | Андре Харрисон       | Ничья (большинством судейских голосов)           | PFL 5                            | 25 июля 2019     | 3     | 5:00  | Атлантик-Сити, США     | |
| Победа       | 14–0       | Дэймон Джексон       | Нокаутом (удар коленом в прыжке)                 | PFL 2                            | 23 мая 2019      | 1     | 0:10  | Юниондейл, США         | |
| Победа       | 13–0       | Илья Курзанов        | Решением (единогласным)                          | Fight Nights Global 77           | 17 октября 2017  | 3     | 5:00  | Сургут, Россия         | |
| Победа       | 12–0       | Герберт Бернс        | Решением (единогласным)                          | ONE: Throne of Tigers            | 10 февраля 2017  | 3     | 5:00  | Куала-Лумпур, Малайзия | |
| Победа       | 11–0       | Паата Робакидзе      | Сабмишном (удушение гильотиной)                  | Fight Nights Global 53           | 8 октября 2016   | 1     | 1:13  | Москва, Россия         | |
| Победа       | 10–0       | Вугар Бахшиев        | Техническим нокаутом (удары локтями)             | Fight Nights Global 48           | 26 мая 2016      | 3     | 3:47  | Москва, Россия         | |
| Победа       | 9–0        | Александр Панасюк    | Техническим нокаутом (удары)                     | Formula Fight Championship 5     | 22 апреля 2016   | 1     | 2:12  | Москва, Россия         | Бой в промежуточном весе (150 фунтов) |
| Победа       | 8–0        | Руслан Яманбаев      | Решением (единогласным)                          | Fight Nights Global 44           | 26 февраля 2016  | 3     | 5:00  | Москва, Россия         | |
| Win          | 7–0        | Владимир Егоян       | Техническим нокаутом (удар коленом в прыжке)     | Fight Nights Global 41           | 25 сентября 2015 | 1     | 2:04  | Махачкала, Россия      | |
| Победа       | 6–0        | Александр Панасюк    | Нокаутом (удары)                                 | Astrakhan MMA Federation         | 8 мая 2015       | 1     | 1:36  | Астрахань, Россия      | Лёгкий вес |
| Победа       | 5–0        | Дмитрий Коробейников | Техническим нокаутом (удары)                     | Fight Nights Global 33           | 25 сентября 2015 | 2     | 4:13  | Москва, Россия         | Бой в промежуточном весе (150 фунтов). |
| Победа       | 4–0        | Илья Курзанов        | Решением (раздельным)                            | Fight Nights Global 27           | 25 сентября 2014 | 2     | 5:00  | Москва, Россия         | Дебют в полулегком весе |
| Победа       | 3–0        | Абдурахман Дудаев    | Решением (единогласным)                          | Fight Nights Global 26           | 11 июля 2014     | 2     | 5:00  | Москва, Россия         | |
| Победа       | 2–0        | Ахал Алиев           | Решением (единогласным)                          | Dictator Fighting Championship 1 | 28 июня 2012     | 2     | 5:00  | Москва, Россия         | |
| Победа       | 1–0        | Рустам Ахмаров       | Решением (единогласным)                          | ProFC 36                         | 11 октября 2011  | 2     | 5:00  | Хасавюрт, Россия       | Дебют в лёгком весе |